# St. Stephan (Untermeitingen)

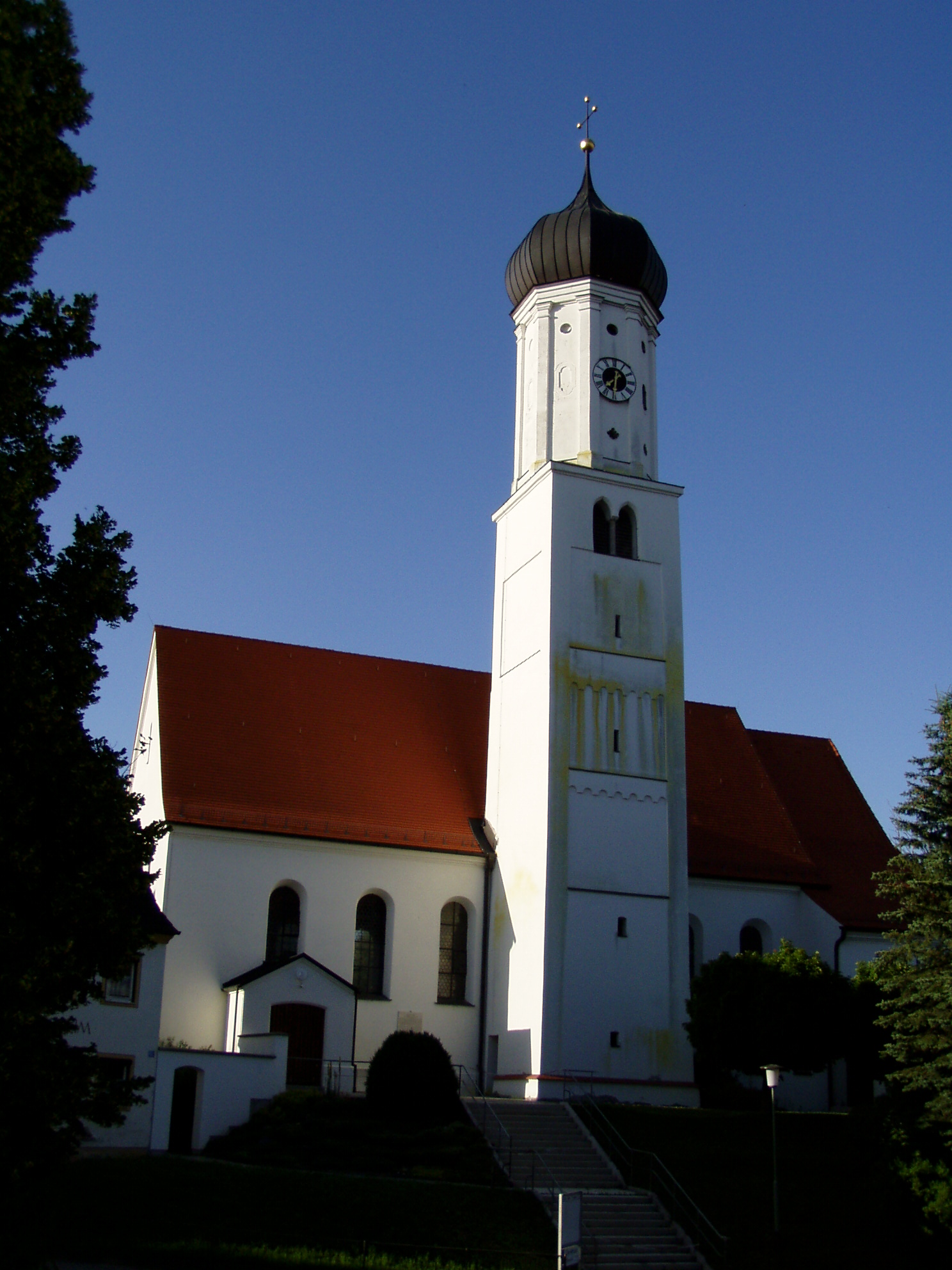
St. Stephan in Untermeitingen

Die römisch-katholische Pfarrkirche St. Stephan steht in Untermeitingen, einer Gemeinde im schwäbischen Landkreis Augsburg von Bayern. Das Bauwerk ist in der Liste der Baudenkmäler in Untermeitingen als Baudenkmal unter der Nr. D-7-72-209-7 eingetragen. Die Pfarrei gehört zum Dekanat Schwabmünchen des Bistums Augsburg.

## Beschreibung
Die Saalkirche wurde um 1500 erbaut. Sie besteht aus einem Langhaus, das 1720 nach Westen verlängert wurde, einem eingezogenen, dreiseitig geschlossenen, von Strebepfeilern gestützten Chor im Osten und einem Kirchturm auf quadratischem Grundriss, dessen untere Geschosse aus dem 12./13. Jahrhundert stammen, der in der Mitte der Südwand des Langhauses leicht eingestellt ist. Er wurde 1677 mit einem Geschoss mit Pilastern an den acht Ecken aufgestockt, das die Turmuhr beherbergt. Im Geschoss darunter befindet sich der Glockenstuhl mit vier Kirchenglocken. 1891/95 wurde der Kirchturm mit einer Zwiebelhaube bedeckt. Der Innenraum des Langhauses ist mit einer Holzbalkendecke überspannt, der des Chors mit einem Netzgewölbe. An der Brüstung der Empore im Westen sind die Vierzehn Nothelfer dargestellt. Die Orgel wurde 1868 von Georg Beer gebaut. Sie ist allerdings nicht mehr erhalten.